# Пяжиева Сельга
Пя́жиева Се́льга (карел. Päžinselgy) — посёлок в Прионежском районе Республики Карелия, административно входит в состав Деревянкского сельского поселения.

## Общие сведения
С 1951 по 1969 год имел статус посёлка городского типа. По переписи 1959 года население посёлка составляло 3013 человек.

## Население
| 1959 | 2002 | 2009 | 2010 | 2013 |
| ---- | ---- | ---- | ---- | ---- |
| 3013 | ↘83  | ↘78  | ↘48  | ↘43  |